# Ex voto

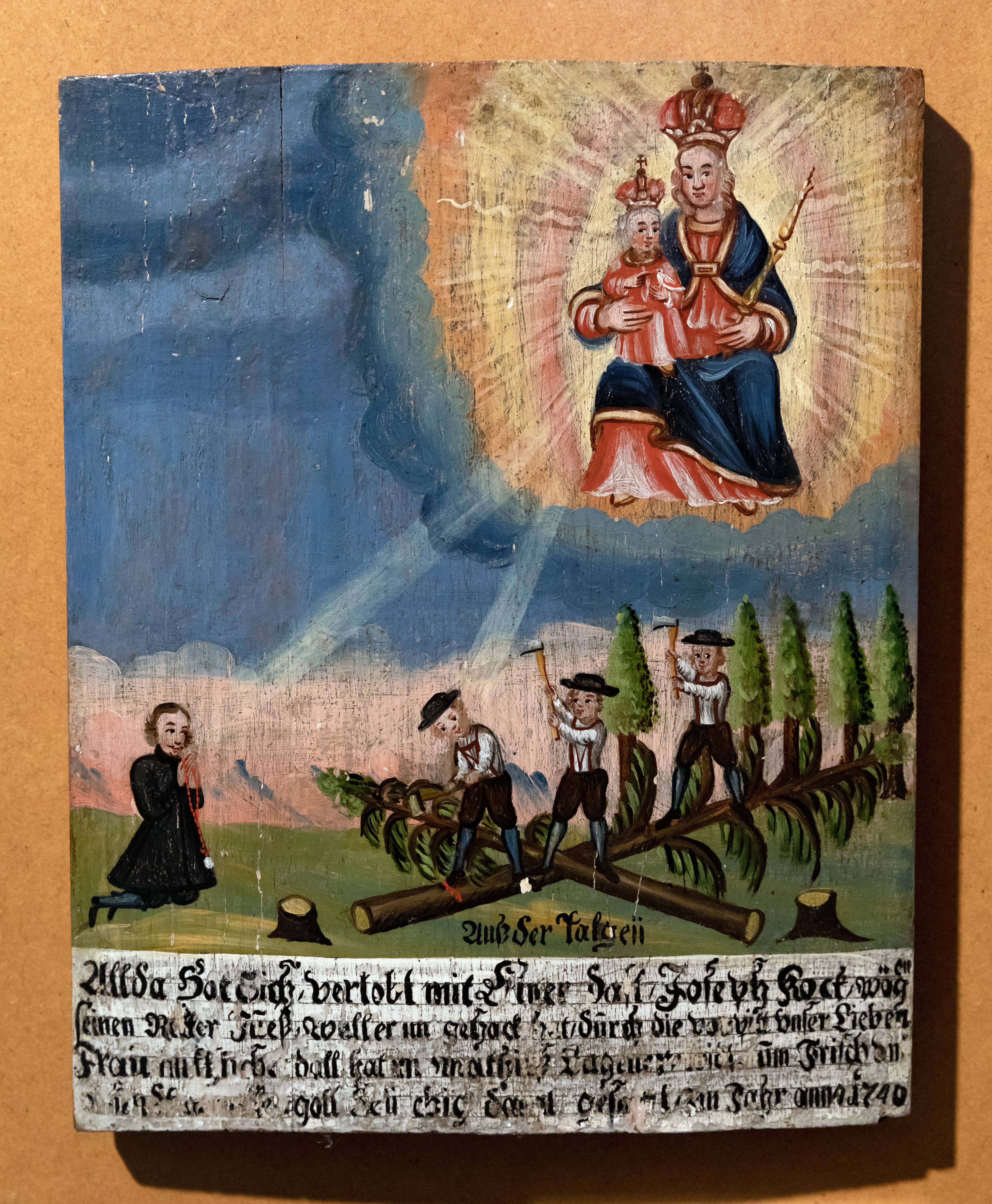
Barokní ex voto: prosba k salcburské madoně za uzdravení zraněného dřevorubce (Maria Kirchental, Sankt Martin bei Lofer, Salzburg, 1740); ve sbírkách Volkskundemuseum Vídeň, Rakousko

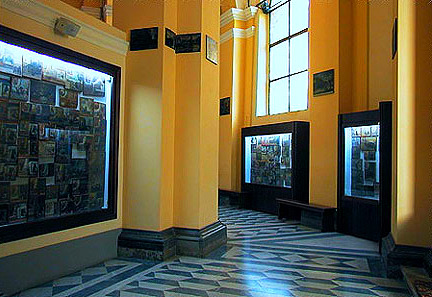
Sbírka votivních darů v opatství Santa Maria del Monte

Ex voto (latinsky) nebo celým výrazem Ex voto suscepto znamená česky „podle slibu“, „na podkladě veřejného příslibu“. Přídavné jméno votivní pak znamení „věnovaný na základě slibu, jako vzdání díku či se snahou dovolat se pomoci shůry“.

## Význam
Doslovně se pojem ex voto chápe jako „ze slibu“. Používá se však v náboženském kontextu. Skládá z předložky ex a slova votum, odvozeného ze slovesa vovere, které znamená „slíbit (zaslíbit, přislíbit) Bohu“ či „přednést Bohu modlitbu se závazkem“.
Celý výraz ex voto suscepto se chápe jako „slib přednesený a vyslyšený“. V klasické latině se objevují i další podobné výrazy, ve zkrácené formě pak jako: votum, solvere, dare, complere.

## Použití
Ex voto se používá jako označení objektu (předmětu) obětovaného jako dar Bohu či božstvu. Takový dar označujeme jako votivní dar (např. votivní socha, votivní obraz, votivní svíčka, také šperk atd.), obecně devocionálie. Praxe závazku se objevuje v mnoha náboženstvích. Je to závazek, který věřící učinil, a platí tak dlouho, dokud tomuto závazku nevyhoví nebo nevzdá dostatečné díkůvzdání za milost, kterou dotyčný očekává nebo již obdržel.
Votivní dary bývají umísťovány do kostelů, kaplí nebo svatyní, věšeny na sochu, na oltář nebo k obrazu, na němž si věřící vyprošují milost. Tyto sakrální objekty bývají prohlášeny za zázračné (milostné = milost poskytující), a proto se stávají cílem poutí. V katolickém světě to jsou Loretánské kaple, kaple Einsiedelnské, mariánské kostely, úmrtní či pohřební kostely světců, kostely Čtrnácti svatých pomocníků – univerzálních pomocníků v nouzi a při nemocech, poutní města Řím, Assisi, Compostela, Cáchy, Praha (v níž nejslavnějšími jsou dodnes Milostné Pražské Jezulátko a hrob sv. Jana Nepomuckého v katedrále na Pražském hradě), místa zázraků či zjevení světců, u svatých pramenů a další.

## Typy a formy
Votivní dary mohou mít řadu forem. Informují nejen o tom, kdo obdržel pomoc na základě slibu, jsou i svědectvím pozdějším návštěvníkům svatyní o četnosti přijaté pomoci a o zázračné moci subjektu, ke kterému se obracely. Proto bývají obrazem prosebníka klečícího před subjektem, někdy ilustrací neštěstí nebo zázračného zásahu světce při neštěstí, někdy obsahují texty, které vysvětlují zázrak. Jindy jsou ex votem šperky, které se připevní na sochu (brož, korunka), jindy různé symboly (stříbrné ruce, srdce, nohy, hlava, oči, uši, vagína aj.) podle toho, které orgány či části těla byly na základě slibu uzdraveny. Po uzdravení bývají také votivními dary již nepotřebné pomůcky, jako jsou berle, protézy apod. V Československu byla v 50. letech 20. století v rámci boje proti římskokatolické církvi ex vota z poutních míst systematicky odstraňována.
V moderní době se votivní dary také připisují poutním místům v podobě finančních darů a k oltáři či soše se zavěšuje jen textová tabulka, například v Praze u sochy svatého Judy Tadeáše v nádvoří kostela sv. Josefa na Náměstí Republiky (Praha). Jindy jsou ex vota rozdělena na umělecky hodnotná, která jsou vystevna v klášterních, chrámových či diecézních muzeích, a na méně hodnotná, uložená souborně pietně v depozitářích. Velký, zčásti vystavený soubor ex vot má například pražská Loreta na Hradčanech. Tradici ukládání těchto darů do chrámu lze vysledovat již od starověkého Egypta. Největší množství darů však pochází až z období baroka.

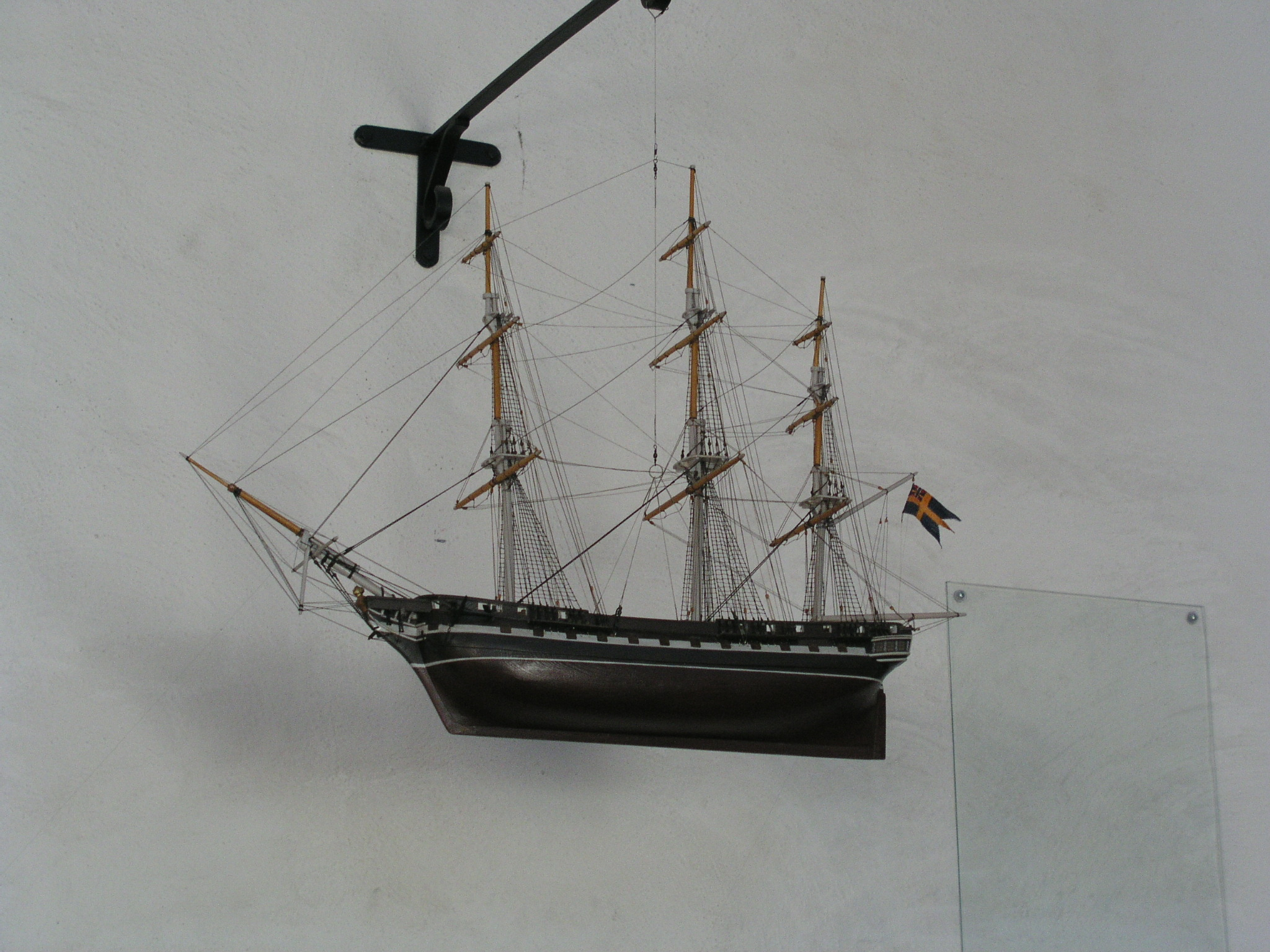
Votivní dar v kostele v Nynäshamn, Švédsko

V luteránských kostelech na pobřeží skandinávských zemí se nacházejí zajímavé modely lodí. Tyto trvale vystavené votivní dary bývají (zvláště ve vyšším počtu) chloubou příslušného sboru.